# Laurenz Genner
Laurenz Genner (* 5. August 1894 in Irnfritz; † 11. Juli 1962 in Wien) war ein österreichischer Politiker der Sozialdemokratischen Arbeiterpartei (SDAP) sowie der Kommunistischen Partei Österreichs KPÖ.

## Leben
Laurenz Genner absolvierte die Pflichtschulen, war Landwirt und zwischen 1917 und 1924 Redakteur für die Arbeiter-Zeitung.
Im Jahr 1934 lernte er Tea Ludmilla Erdheim, die jüdischer Herkunft war, kennen. Das genaue Datum der Heirat der beiden ist nicht bekannt, sie erfolgte aber vermutlich erst nach 1944. 1950 wurde diese Ehe wieder geschieden. Der Ehe entstammen zwei Töchter, darunter die Schriftstellerin Claudia Erdheim.
Weiters ist Laurenz Genner auch der Vater von Michael Genner, Obmann von Asyl in Not.
Laurenz Genner wurde am 19. Juli 1962 auf dem Wiener Zentralfriedhof beigesetzt.

## Politische Laufbahn
- 10. Mai 1932 – 17. Februar 1934: Abgeordneter zum Nationalrat
- ab 1934: aktiv bei den Revolutionären Sozialisten
- 1938: Übertritt zur Kommunistischen Partei Österreich
- 27. April 1945 – 20. Dezember 1945: Unterstaatssekretär im Staatsamt für Land- und Forstwirtschaft in der Provisorischen Staatsregierung Renner
- 1945: Landeshauptmann-Stellvertreter von Niederösterreich
- 1945–1954: Landesrat im Niederösterreichischen Landtag
- 1956: Austritt aus der KPÖ

Wegen einer politischen Freiheitsstrafe war er zwischen 1938 und 1940 inhaftiert.

## Werke
- Laurenz Genner: Die alte G'moanhäuslerin und andere ernste und heitere Dorfgeschichten, Wien, 1936, Selbstverlag
- Laurenz Genner: Der Bauer im demokratischen Österreich, Wien, 1945, Stern-Verlag
- Laurenz Genner: Bauer wähle richtig!, 1945